# Erigone albescens
Erigone albescens is een spinnensoort in de taxonomische indeling van de hangmatspinnen (Linyphiidae).
Het dier behoort tot het geslacht Erigone. De wetenschappelijke naam van de soort werd voor het eerst geldig gepubliceerd in 1898 door Nathan Banks.